# VfB Rot-Weiss 04 Brunswick
Maillots
Le VfB Rot-Weiß 04 Braunschweig est un club sportif allemand localisé à Brunswick en Basse-Saxe.
Le club comporte plusieurs sections, dont le football (Hommes et Dames) mais aussi l’aérobic, la gymnastique, le handball, le tennis, le tennis de table, les fléchettes.

## Histoire

### De 1904 à la1reGuerre mondiale
Tout au long de son existence, l’actuel VfB Rot-Weiß 04 Braunschweig a regroupé, par association ou par fusion, plusieurs autres clubs locaux.
Le club fut fondé le 16 avril 1904 sous le nom de FC Einigkeit Braunschweig. Le 7 mai de la même année, le club est un des cinq fondateurs de la Fußballbund für das Herzogtum Braunschweig (FfdHB) (fédération du Duché de Braunschweig), avec le  FuCC Eintracht Braunschweig , FC Viktoria 1900 Braunschweig, le FC Fortuna 1901 Wolfenbüttel et le FV 1902 Helmstedt. En 1907, la FfdHB rejoignit la Norddeutschen Spiel-Verband (fondée le 15 avril 1905).
Le 14 septembre 1905, le club fusionna avec le FC Viktoria 1900 Braunschweig pour former le Braunschweiger FV. 
Entre-temps, un autre club de la localité, en 1907, le FC Britannia Braunschweig, dont le nom avait été choisi en reconnaissance de la création du football en Grande-Bretagne, fusionna avec le FC Germania Braunschweig. Ce club avait été un des fondateurs de la Fédération allemande de football (DFB) en 1900. Mais lors du déclenchement de la Première Guerre mondiale, "Britannia" fut jugé anti-patriotique. Alors le nom fut transformé en "Sportverein 07 Braunschweig" .
Le 7 septembre 1912, il fusionna alors avec le FC Vorwärts 1908 Braunschweig et devint le Sportfreunde 04 Braunschweig.

### Entre-deux-guerres
Le 1er septembre 1919, le FC Sportfreunde Braunschweig s’associa avec le Sportverein 07 Braunschweig et cela créa le VfB 1904 Braunschweig.
Le VfB joua dans les divisions du niveau régional. 
En 1933, après l’arrivée au pouvoir des Nazis, les clubs aux origines ouvrières (comprenez étiqueté de gauche) furent interdites. Ce fut pour cela que le VfB 04 engloba les clubs du VfV Braunschweig (Boxe) et du SV Wacker Braunschweig (Handball).
En 1942, le VfB 1904 Braunschweig monta dans la Gauliga Hanovre Sud issue d’une scission de la Gauliga Basse-Saxe, une des seize ligues créées sur l’ordre du régime nazi qui avait exigé une réforme des compétitions de football dès 1933.

### Depuis 1945
Après la Seconde Guerre mondiale, tous les clubs et associations allemands furent dissous par les Alliés. Le club fut rapidement reconstitué sous le nom de SV Rot-Weiß Braunschweig et s’associa avec le club d’Athlétisme du SV Brunswiek 1936 Braunschweig.
Le 11 novembre 1945, le club joua un match amical contre le Hamburger SV et s’inclina 5-2, après avoir longtemps mené 0-2.
En 1952, le club reprit son nom de VfB Rot-Weiß 04 Braunschweig.

## Littérature
- Kurt Hoffmeister: Zeitreise durch die Braunschweiger Sportgeschichte. Brunswick, 2001
- 25 Jahre Verein für Bewegungsspiele e.V. Braunschweig. Brunswick, 1929
- 90 Jahre VfB Rot-Weiß 04. Brunswick, 1994
- Jubiläums-Zeitung 100 Jahre VfB Rot-Weiß 04 e. V. Braunschweig. Brunswick, 2004
- Beiderseits des Madamenwegs. Ein Rundgang im Westlichen Ringgebiet. Herausgegeben vom Quartiersmanagement Plankontor. Brunswick, 2008
- Klaus Hoffmann: Historische Gaststätten. Ein Rundgang im Westlichen Ringgebiet. Herausgegeben vom Quartiersmanagement Plankontor. Brunswick, 2009

## Sources et Liens externes
- Site officiel